# Like Home
"Like Home" é uma canção do DJ e produtor holandês Nicky Romero e das irmãs gêmeas australianas NERVO. Foi o terceiro single lançado pela gravadora de Romero, Protocol Recordings. Foi também a segunda canção da gravadora a alcançar o topo no ranking do Beatport Top 100. A canção também alcançou a posição 33 na UK Singles Chart.

## Videoclipe
Acompanhado com o lançamento de "Like Home", um videoclipe foi criado e lançado no canal oficial de Nicky Romero no YouTube, em 21 de Fevereiro de 2013, dirigido por Kyle Padilla.

## Faixas
- Like Home - Single[2]

1. "Like Home" - 5:31

- Like Home - EP[3]

1. "Like Home" (Original Mix) - 5:31
2. "Like Home" (Radio Edit) - 3:20
3. "Like Home" (Dillon Francis Remix) - 3:46
4. "Like Home" (Dannic Remix) - 6:09
5. "Like Home" (Gregor Salto Remix) - 5:33

## Desempenho nas paradas
| Parada (2012-2013)                                | Posição |
| ------------------------------------------------- | ------- |
| Bélgica Dance (Ultratop Flanders)                 | 27      |
| Bélgica (Ultratop Flanders)                       | 76      |
| Bélgica Dance (Ultratop Wallonia)                 | 33      |
| Bélgica (Ultratop Wallonia)                       | 23      |
| Países Baixos (Single Top 100)                    | 81      |
| Irlanda (IRMA)                                    | 53      |
| Escócia (Official Charts Company)                 | 16      |
| Suécia (Sverigetopplistan)                        | 37      |
| Reino Unido Dance (Official Charts Company)       | 9       |
| Reino Unido Singles (Official Charts Company)     | 33      |
| Estados Unidos Dance/Mix Show Airplay (Billboard) | 19      |

## Histórico de Lançamento
| Região         | Data                             | Formato          | Gravadora           |
| -------------- | -------------------------------- | ---------------- | ------------------- |
| Mundo          | 12 de Novembro de 2012           | Download digital | Protocol Recordings |
| Mundo          | 17 de Dezembro de 2012 (Remixes) | Download digital | Protocol Recordings |
| Países Baixos  | 21 de Fevereiro de 2013          | Download digital | Protocol Recordings |
| Bélgica        | 21 de Fevereiro de 2013          | Download digital | Protocol Recordings |
| Luxemburgo     | 21 de Fevereiro de 2013          | Download digital | Protocol Recordings |
| Suíça          | 8 de Março de 2013               | Download digital | Sirup Music         |
| Áustria        | 8 de Março de 2013               | Download digital | Sirup Music         |
| Alemanha       | 8 de Março de 2013               | Download digital | Sirup Music         |
| Estados Unidos | 25 de Março de 2013              | Download digital | Protocol Recordings |
| Portugal       | 25 de Março de 2013              | Download digital | Protocol Recordings |
| Reino Unido    | 23 de Abril de 2013              | Download digital | Positiva/Virgin     |
| Austrália      | 3 de Maio de 2013                | Download digital | Astrx (MoSA)        |
| Canadá         | 28 de Maio de 2013               | Download digital | Awesome Music       |
| Brasil         | 23 de Dezembro de 2013           | Download digital | LK2 Music           |